# Delia Nivolelli bianco
Il Delia Nivolelli bianco è un vino DOC la cui produzione è consentita nella provincia di Trapani.

## Vitigni con cui è consentito produrlo
Grecanico Dorato, Grillo, Inzolia singolarmente o congiuntamente minimo 65%.
Possono concorrere alla produzione di detto vino le uve di altri vitigni a bacca bianca, raccomandati e/o autorizzati per la provincia di Trapani, da soli o congiuntamente sino ad un massimo del 35%.

## Caratteristiche organolettiche
- Colore: giallo paglierino più o meno intenso, con riflessi talvolta verdognoli
- Odore: delicato, più o meno fruttato, caratteristico
- Sapore: asciutto, armonico

## Produzione
Provincia, stagione, volume in ettolitri